# Collection byzantine
Die Collection byzantine (frz.; „Byzantinische Sammlung“) ist eine wissenschaftliche historische Buchreihe zur Byzantinistik. Die zweisprachige Sammlung (griech./frz.) erschien unter Patronage der Association Guillaume Budé ab 1926 in Paris bei Les Belles Lettres, wobei unter anderem die Chronographia von Michael Psellos und das Werk über die Zeremonien am Kaiserhof von Konstantin Porphyrogennetos herausgegeben wurden. Verschiedene Bände erschienen in weiteren Auflagen.

## Bände
- Anne Comnène: Alexiade (Règne de l’empereur Alexis I Comnène 1081–1118). Texte établi et trad. par Bernard Leib.
  - Tome I: Livres I–IV. 1937 (deuxieme tirage 1967).
  - Tome II: Livres V–X. 1943 (deuxieme tirage 1967).
  - Tome III: Livres XI–XV. 1945 (deuxieme tirage 1967).
  - Tome IV. Index par Paul Gautier. 1976.
- Constantin Porphyrogénète VII: Le Livre des Cérémonies. Texte établi et traduit par Albert Vogt (unvollendete Ausgabe).
  - Tome I: Livre I, chapitres 1–46(37). 1935 (deuxieme tirage 1967).
  - Tome I: Commentaire. 1935 (deuxieme tirage 1967).
  - Tome II: Livre I, chapitres 47(38) – 92(83). 1939 (deuxieme tirage 1967).
  - Tome II: Commentaire. 1940 (deuxieme tirage 1967).
- Démétrius Cydonès: Correspondances. Éditions et traduction française. Giuseppe Cammelli. 1930.
- Marc le Diacre: Vie de Porphyre, évêque de Gaza. [Leben des heiligen Porphyrius] Texte établi, trad. et commenté par Henri Grégoire et M.-A. Kugener 1930.
- Nicéphore Gregoras: Correspondance. Hrsg. und (ins Französische) übers. von R. Guilland. 1927, 2. Auflage 1967.
- Photius: Bibliothèque. Texte établi et traduit par René Henry.
  - Tome I: «Codices» 1–84 [83]. 1959.
  - Tome II: «Codices» 84–185. 1960.
  - Tome III: «Codices» 186–222. 1962.
  - Tome IV: «Codices» 223–229. 1965.
  - Tome V: «Codices» 230–241. 1967.
  - Tome VI: «Codices» 242–245. 1971.
  - Tome VII: «Codices» 246–256. 1974.
  - Tome VIII: «Codices» 257–280. 1977.
  - Tome IX. Index par Jacques Schamp. 1991.
- Michel Psellos: Chronographie ou Histoire d’un Siècle de Byzance (976–1077). Émile Renauld.
  - Tome I: Livres I–VI. 1926.
  - Tome II: Livres VI–VII. 1928.
- Le roman de Callimaque et de Chrysorrhoé. Texte établi et trad. par Michel Pichard. 1956.